# Dagens Arena
Dagens Arena är en svensk webbtidning som ingår i Arenagruppen. Tidningen anger sig stå på tre ben: opinion, nyheter och fördjupning.
Arenagruppen startade i november 2007 den internetbaserade ledarsidan Dagens Arena. Genom ett bidrag om 4,5 miljoner kronor från LO 2010 kunde man utveckla sidan till en tidning.
Chefredaktör för Dagens Arena är Jesper Bengtsson. Ledarsidan har skribenter som Per Wirtén, Björn Elmbrant och Ulrika Kärnborg. Nisha Besara, Eric Sundström och Jonas Nordling var tidigare chefredaktörer.
År 2012 och 2013 vann Dagens Arena Svenska Publishing-Priset.